# Mali Pariz
Mali Pariz je naselje u Slavonskom Brodu. Sa sjeverne graniči s naseljem Zrinski Frankopan, s istoka Livadom, s juga Slavonijom 2, dok sa zapada Kolonijom. U naselju se nalaze pogoni Đure Đakovića.

## Župna crkva
U naselju je Župna crkva Duha Svetoga. 

## Obrazovanje
U naselju se nalazi Tehnička škola Slavonski Brod kao i Industrijsko-obrtnička škola Slavonski Brod. Postoji i područna škola Antun Mihanović za razrednu nastavu.